# Islotes Laura
Die Islotes Laura sind eine Inselgruppe einschließlich einiger Klippenfelsen an der Westküste der Trinity-Halbinsel im nördlichen Grahamland der Antarktischen Halbinsel. Sie liegen in der Bone Bay. Zu ihnen gehört Blake Island.
Argentinische Wissenschaftler benannten sie in Anlehnung an die spanische Benennung Islote Laura für Blake Island. Namensgeber ist dabei das Kanonenboot Laura des Admirals Guillermo Brown (1777–1857) im Argentinischen Unabhängigkeitskrieg (1810–1818).